# HMS Poppy (K213)
HMS Poppy (K213) je bila korveta razreda flower Kraljeve vojne mornarice, ki je bila operativna med drugo svetovno vojno.

## Zgodovina
Ladjo so leta 1946 prodali, jo preuredili v trgovsko ladjo in jo preimenovali v Rami. Leta 1956 so ladjo razrezali.